# Henrik Frederik Prætorius
Henrik Frederik Prætorius (30. marts 1783 i København – 24. februar 1862) var en dansk grosserer, bror til Jacob Christian Prætorius.
Han var søn af Jeppe Prætorius, gik i Christiani Institut og indtog en fremragende plads i handelsverdenen, efter at han 1817 tog grossererborgerskab. 1825-31 og 1839-56 var han medlem af komiteen for Grosserer-Societetet. 1821 blev han valgt til medlem af Stadens 32 mænd, og Prætorius valgtes 1827 til repræsentant i Nationalbanken og fungerede, medens L.N. Hvidt 1848 var minister, som nationalbankdirektør i stedet for denne. Ved oprettelsen af Københavns Borgerrepræsentation 1840 blev han næstformand, hvilket han var til 1841, hvor han forlod forsamlingen, og han deltog i provinsialstændernes møder i begge valgperioder 1842-44, idet han i den første mødte som suppleant, i den anden som deputeret. 1853 udnævntes han til etatsråd, og han var også Ridder af Dannebrog. 